# Pflichtenkollision
Die Pflichtenkollision ist ein besonderer Rechtfertigungsgrund bei Unterlassungsdelikten im deutschen Strafrecht.
Eine Pflichtenkollision liegt vor, wenn der vermeintliche Unterlassungstäter gleichzeitig mehreren Handlungspflichten nachzukommen hat, aber nur einer davon genügen kann. Schulbeispiel ist der Rettungsschwimmer, der beobachtet, dass gleichzeitig zwei Nichtschwimmer zu ertrinken drohen, aufgrund der Entfernung der Opfer zu seinem Standort aber nur einen der beiden zu retten vermag.
Es müssen also zwei Handlungspflichten kollidieren, wobei die Erfüllung der einen nur auf Kosten der anderen möglich ist. Die Pflichten müssen gleichwertig sein. Eine Pflicht muss erfüllt worden sein. Erforderlich ist weiter die Kenntnis der rechtfertigenden Lage.
Zwar ist strittig, ob der Handelnde dann im Hinblick auf das Unterlassen der anderen Handlung nur entschuldigt ist. Die herrschende Meinung nimmt jedoch an, dass der Unterlassende nicht rechtswidrig handelt.